# Xylotymbou
Xylotymbou (em grego:  Ξυλοτύμπου) é uma pequena cidade no Distrito de Lárnaca, no sudeste do Chipre. É um dos três enclaves cercados pela zona de soberania oriental de Acrotíri e Deceleia, um território britânico ultramarino. Os outros são a aldeia de Ormideia e Estação de Energia de Dhekelia. É administrado pelo governo internacionalmente reconhecido de Chipre, a República de Chipre.